# Schloss Backnang

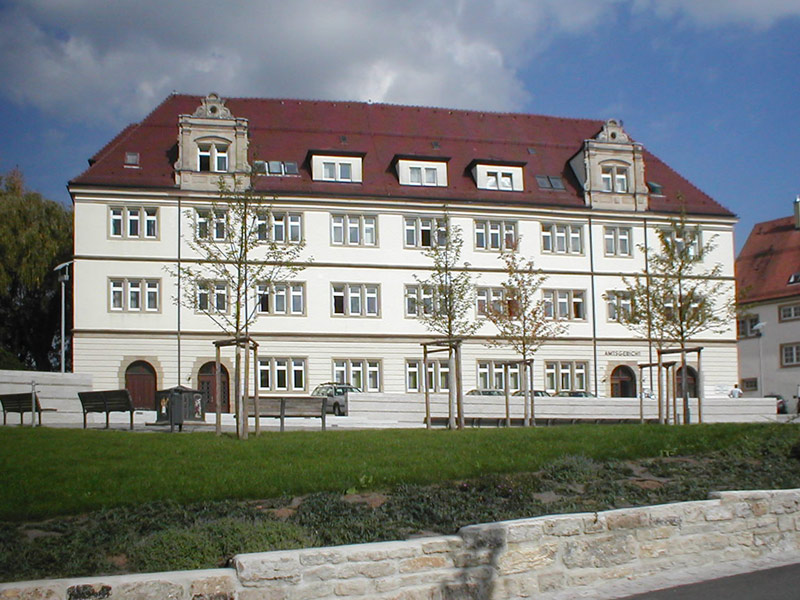
Ehemaliges Schloss Backnang, heute Amtsgericht

Schloss Backnang ist ein im 17. Jahrhundert erbautes Schloss in Backnang im Rems-Murr-Kreis in Baden-Württemberg.

## Geschichte
Das heutige Schloss befindet sich auf dem Gelände des ehemaligen Augustinerstifts. Nachdem der Stift 1593 aufgehoben war, wurden von Herzog Friedrich von Württemberg schon bald Pläne für ein neues Gebäude gefasst, welches vom Hofbaumeister Heinrich Schickardt als württembergischer Witwensitz erbaut werden sollte. Nach Schickhardts Plänen war das Schloss als dreistöckiger Bau mit Nord- und Ostflügel  vorgesehen. Über dem Walmdach mit Zwerchhäusern sollte an der Firstkreuzung ein Glockenturm entstehen. Jedoch verliefen die 1605 begonnenen Bauarbeiten nur schleppend und kamen 1622 sogar ganz zum Stillstand. Auf Drängen des Herzogs konnte das Gebäude 1627 in seiner heutigen Form fertiggestellt werden, jedoch wurde auf den geplanten Ostflügel verzichtet. Durch den Stadtbrand 1693 wurde auch das Schloss schwer in Mitleidenschaft gezogen. 1704 wurde das immer noch nicht wiederhergestellte Gebäude zu einem Fruchtkasten umgenutzt. In den Jahren 1875 bis 1877 wurde das Gebäude umgestaltet und erweitert, da das Gebäude Sitz der Verwaltung des Oberamts Backnang wurde. Bei diesen Umbaumaßnahmen wurden u. a. die alten Sprossenfenster des Gebäudes wiederhergestellt sowie der ca. 20 Meter hohe Treppenturm an der Südwestecke abgerissen. Stattdessen wurden an der Südwestseite zwei flache Risalite an das Gebäude angebaut, um Platz für Treppenhäuser zu schaffen.

Heute befindet sich im ehemaligen Schloss das Amtsgericht der Stadt Backnang.